# Pequeña Oleksandrivka
Pequeña Oleksandrivka  (ucraniano: Мала Олександрівка) es una localidad del Raión de Kotovsk en el Óblast de Odesa de Ucrania. Según el censo de 2001, tiene una población de 233 habitantes.